# Caroline Lucas

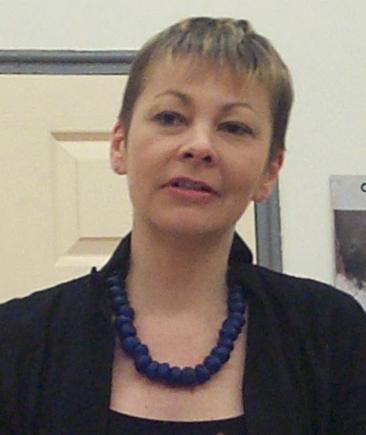
Caroline Lucas (2006)

Caroline Lucas (n. 9 decembrie 1960) este un om politic britanic, membru al Parlamentului European în perioadele 1999-2004 și 2004-2009 din partea Regatului Unit.
1. ↑  Caroline Lucas (în engleză), UK Parliament Website, accesat în 16 iulie 2020
2. ↑   http://www.bbc.co.uk/news/science-environment-16646405 Lipsește sau este vid: |title= (ajutor)
3. ↑   http://www.bbc.co.uk/news/uk-england-15971714 Lipsește sau este vid: |title= (ajutor)
4. ↑  Companies House, accesat în 12 aprilie 2022
5. ↑   https://candidates.democracyclub.org.uk/results/csv/parl.2019-12-12/ Lipsește sau este vid: |title= (ajutor)
6. 1 2 3  TheyWorkForYou
7. ↑  Deputații în Parlamentul European
8. ↑  Writing for women : a study of woman as a reader in Elizabethan romance (în engleză), E-Theses Online Service, accesat în 16 iulie 2020